# 3 ting
3 ting  er en dansk film fra 2017 instrueret og efter manuskript af Jens Dahl. Filmen havde premiere den 18. maj 2017.

## Resumé
Den højtbegavede sprængstofekspert Mikael er indgået i et vidnebeskyttelsesprogram.
Mikael har været med til at stjæle 60 millioner kroner sammen med en gruppe serbiske kriminelle, og forsøger nu at redde sit eget liv ved at udlevere de andre.
Han skal opholde sig på et hotelværelse indtil retssagen starter. I bytte for sit vidneudsagn har han bedt om tre ting: at PET opdriver en kvinde ved navn Camilla, at han får bragt en særlig kasse fra et opbevaringslager til sig, og at han kan modtage en bestilling på to gange butter chicken fra en restaurant i Valby.

## Medvirkende
- Nikolaj Coster Waldau som Mikael
- Birgitte Hjort Sørensen som Camilla
- Lærke Winther Andersen som Nina
- Jacob Ulrik Lohmann som Sander
- Morten Holst som Carsten
- Magnus Bruun som Martin Lunderskov